# Список умерших в 665 году

## Ноябрь
- Хафса бинт Умар — одна из жён пророка Мухаммеда, мать правоверных.

## Дата смерти неизвестна или требует уточнения
- Абу Муса аль-Ашари — мусульманский политический деятель, сподвижник пророка Мухаммада.
- Блатмак мак Аэдо Слане — король Бреги (634—665) и верховный король Ирландии (658—665).
- Вигхерд, архиепископ Кентерберийский.
- Геннадий — государственный и военный деятель Византийской империи.
- Диармайт мак Аэдо Слане — король Бреги (634—665) и верховный король Ирландии (658—665).
- Зейд ибн Сабит — один из сподвижников пророка Мухаммеда.
- Ирбис, основатель и 1-й правитель Хазарского каганата (660—665).
- Катал Ку-кен-матайр, король Мунстера (662—665/666).
- Кубрат — правитель булгарского племени уногундуров (632—665).
- Куммиан — святой игумен Килкумминский.
- Нумериан Трирский — епископ Трира (ок. 645 — ок. 665), святой.
- Рамля бинт Абу Суфьян — одна из жён пророка Мухаммада, мать правоверных.
- Салаберга — святая игумения Лаонская.
- Фаррухзад, иранский аристократ из дома Испахбудхана и основатель династии Бавандидов.
- Фехин — святой, настоятель монастыря Фобхар.
- Фруктуоз из Браги — епископ Браги (656—665), святой.
- Хассан ибн Сабит, арабский поэт, сподвижник пророка Мухаммеда.